# Brignoliella
Genre
Synonymes
- Polyaspis Simon, 1889 nec Berlese, 1882

Brignoliella est un genre d'araignées aranéomorphes de la famille des Tetrablemmidae.

## Distribution
Les espèces de ce genre se rencontrent en Océanie, en Asie du Sud-Est, en Asie du Sud et en Chine.

## Liste des espèces
Selon World Spider Catalog (version 22.0, 18/02/2021) :
- Brignoliella acuminata (Simon, 1889)
- Brignoliella beattyi Shear, 1978
- Brignoliella besuchetiana Bourne, 1980
- Brignoliella besutensis Lin, Li & Jäger, 2012
- Brignoliella bicornis (Simon, 1893)
- Brignoliella caligiformis Tong & Li, 2008
- Brignoliella carmen Lehtinen, 1981
- Brignoliella dankobiensis Bourne, 1980
- Brignoliella delphina Deeleman-Reinhold, 1980
- Brignoliella klabati Lehtinen, 1981
- Brignoliella leletina Bourne, 1980
- Brignoliella maoganensis Tong & Li, 2008
- Brignoliella maros Lehtinen, 1981
- Brignoliella martensi (Brignoli, 1972)
- Brignoliella massai Lehtinen, 1981
- Brignoliella michaeli Lehtinen, 1981
- Brignoliella patmae Fardiansah & Duperré, 2019
- Brignoliella quadricornis (Roewer, 1963)
- Brignoliella ratnapura Shear, 1988
- Brignoliella sarawak Shear, 1978
- Brignoliella scrobiculata (Simon, 1893)
- Brignoliella tao Ballarin & Yamasaki, 2021
- Brignoliella trifida Lehtinen, 1981
- Brignoliella vitiensis Lehtinen, 1981
- Brignoliella vulgaris Lehtinen, 1981

## Étymologie
Ce genre est nommé en l'honneur de Paolo Marcello Brignoli.

## Publications originales
- Shear, 1978 : « Taxonomic notes on the armored spiders of the families Tetrablemmidae and Pacullidae. » American Museum novitates, no 2650, p. 1-46 (texte intégral).
- Simon, 1889 : « Études arachnologiques. 21e Mémoire. XXXII. Descriptions d'espèces et de genres nouveaux de Nouvelle-Calédonie. Annales de la Société Entomologique de France, sér. 6, vol. 8, p. 237-247 (texte intégral).